# УСТ Гомін (Дінкельсбюль)
УСТ «Гомін» (Українське Спортове Товариство «Верховина») — українське спортивне товариство з німецького містечка Дінкельсбюль.
Товариство засноване старанням Михайла Болюха 6 травня 1946 року в змішаному таборі, в якому перебувало 400 українців. Нараховувало 30 членів.
Першим головою був Михайло Болюх, від серпня 1947 року його замінив Юрій Соловій. Товариство прагнуло активізувати свою діяльність.
Футбольна команда зіграла 39 матчів, у тому числі 14 в обласній лізі, 4 з латишами і 10 з німцями та 11 з іншими.
Волейбольна команда чоловіків провела 14 ігор і отримала третє місце на обласному Дню Спортовця 28 серпня 1947 року в Роттенбурзі.
Секція настільного тенісу крім 8 змагань здобула також першість міждіпівського турніру міста Дінкельсбюль.
Ланка легкої атлетики тренувала лише біг і в цих змаганнях брала участь 1947 року в обласному і зональному весняному бігу навпростець (2-е і 7-е місця) і в обласному Дню Спортовця (З-є місце).